# ويليام راسيل (سياسي نيوزلندي)
ويليام راسيل (بالإنجليزية: William Russell)‏ هو فلاح وسياسي نيوزلندي، ولد في 12 نوفمبر 1838 في المملكة المتحدة، وتوفي في 24 سبتمبر 1913 في نيوزيلندا. انتخب وزير العدل ‏ (17 أكتوبر 1889 – 24 يناير 1891) وانتخب عضو مجلس النواب النيوزيلندي.